# Calpine (Automobilhersteller)
Calpine B.V. war ein niederländischer Hersteller von Automobilen.

## Unternehmensgeschichte
Das Unternehmen wurde 1979 in Utrecht gegründet. 1983 endete die Produktion nach nur wenigen hergestellten Fahrzeugen.

## Automobile
Das einzige Modell war ein Kit Car. Die Karosserie ähnelte dem Matra Djet und bot Platz für 2 + 2 Personen. Das ungekürzte Fahrgestell vom VW Käfer mit dem Vierzylinder-Boxermotor fand Verwendung.